# Bhoot Returns
Pour les articles homonymes, voir Bhoot.
Série
Bhoot
(2003)
Pour plus de détails, voir Fiche technique et Distribution.
Bhoot Returns est un film d'horreur indien réalisé par Ram Gopal Varma sorti le 12 octobre 2012, il donne la vedette à Manisha Koirala et JD Chakravarthy. C'est une suite de Bhoot du même réalisateur, sorti en 2003.

## Synopsis
Un riche couple, Tarun (JD Chakravarthy) et Namrata (Manisha Koirala), et leurs deux enfants emménagent dans un luxueux bungalow. Très vite, leur fille adopte un comportement étrange et ils se rendent compte que leur nouveau logement est hanté.

## Fiche technique
- Titre : Bhoot Returns
- Titre original en hindi : भूत रिटर्न
- Réalisation : Ram Gopal Varma
- Scénario : Ram Gopal Varma
- Production : Jitendra Jain
- Image : Harshraj Shroff
- Montage : Sunil Wadhwani
- Effet visuel : Jishnu P. Dev
- Technicien du son : Vikram Biswas
- Département éditorial : Shweta Lahange
- Pays d'origine : Inde
- Langue : hindi
- Genre : thriller
- Format : Couleurs ; 3D
- Date de sortie : 12 octobre 2012.

## Distribution
- Manisha Koirala : Namrata Awasthi
- JD Chakravarthi : Tarun
- Nitin Jadhav  : Laxman
- Madhu Shalini
- Alayana Sharma[1]

## Réception
Box office
Bhoot Returns dont le budget est de 50 000 000 roupies réussit à le recouvrir et rapporte 55 400 000 ₹ ; il est donc qualifié de « succès moyen».
Critiques
Bhoot Returns est fraîchement accueilli par la critique qui le juge inférieur à Bhoot (2003) tant du point de vue du scénario que de l'interprétation.